# مسجد جامع تورنتو
مسجد جامع تورنتو (انگلیسی: Jami Mosque, Toronto) مسجدی در شهر تورنتو، کانادا است. این مسجد در شرق های‌پارک تورنتو قرار دارد. این مسجد یکی از قدیمی‌ترین مراکز اسلامی مسلمانان در این شهر است، به طوری که از آن به عنوان «مادر تمامی مساجد تورنتو» یاد می‌شود.
این مسجد در ابتدا یک کلیسای پرسبیترین ساخته شده در ۱۹۱۰، بود. این بنا در سال ۱۹۶۹، توسط جمعیت کوچک مسلمانان شهر تورنتو، که اکثراً از اهالی بالکان بودند خریداری شد و به نخستین مرکز عبادی مسلمانان در این شهر تبدیل شد.